# Crocodile trophy
Crocodile trophy er en dokumentarfilm fra 2000 instrueret af Karina Strand efter eget manuskript.

## Handling
En film om verdens længste mountainbikeløb tværs gennem Australiens ørken. Løbet hedder 'Crocodile Trophy', og på 14 dage skal 52 deltagere cykle 2000 km igennem meget barskt terræn. Rytterne sættes på en hård prøve både fysisk og psykisk, da løbet er meget mere end blot at træde i pedaler. Filmen viser 4 danskeres forsøg på at overleve løbet og strabadserne i Australiens ødemark.